# Schaltauge

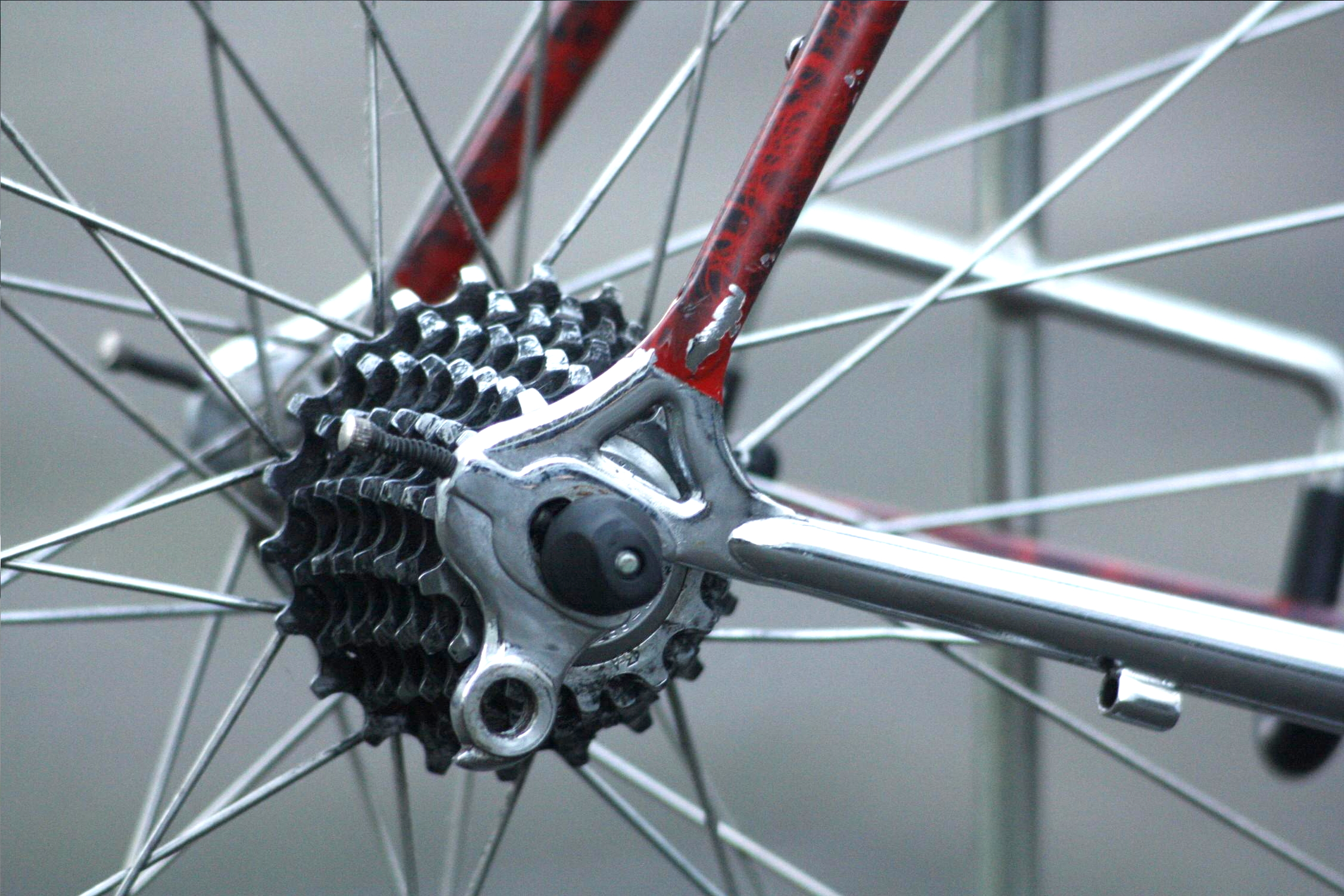
Ausfallende mit Schaltauge

Das Schaltauge (auch Schwanzhaken) ist der Befestigungspunkt für das Schaltwerk einer Kettenschaltung am Fahrrad. Es befindet sich am rechten hinteren Ausfallende des Fahrradrahmens und besitzt ein Innengewinde, das den Befestigungbolzen des Schaltwerks aufnimmt. Diese Verschraubung hat typischerweise ein Feingewinde der Abmessung M10 x 1,0 und damit die gleichen Gewindemaße wie Hohlachsen marktgängiger Hinterradnaben.

## Wechselbare Bauweise

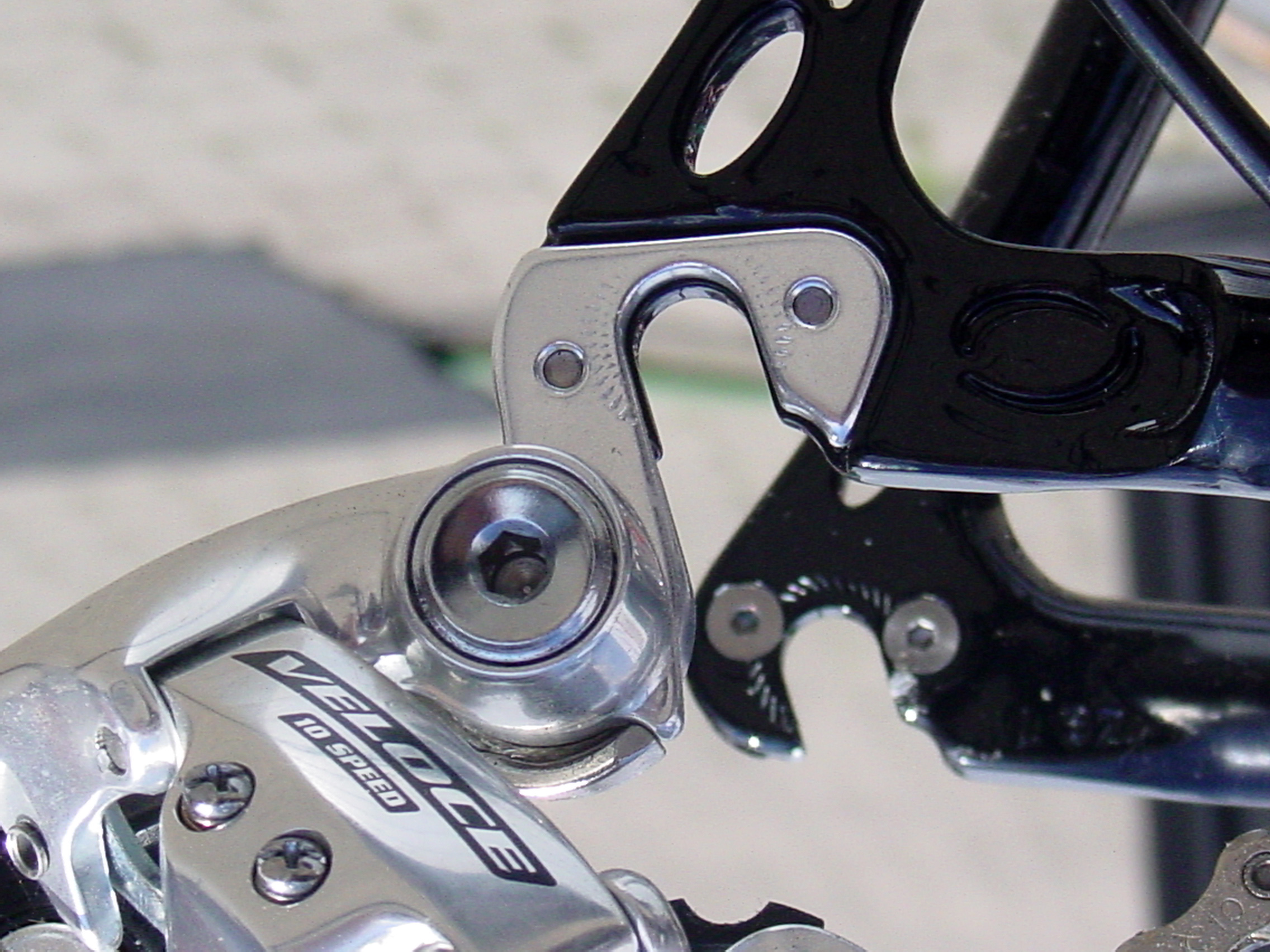
Schaltwerk an einem wechselbaren Schaltauge

An modernen leichtgewichtigen Fahrradrahmen ist am Ausfallende aus Aluminium das Schaltauge meist als auswechselbares Bauteil ausgeführt.  Im Falle einer Beschädigung (z. B. durch Umfallen oder Sturz) werden Rahmen und Schaltwerk vor Schaden geschützt, indem nur das wechselbare Schaltauge verbiegt oder bricht – dieses ist einfach und kostengünstig zu ersetzen.   Ein solches wechselbares Schaltauge wird mit ein bis drei Schrauben am hinteren rechten Ausfallende montiert und zudem noch mit dem Schnellspanner des Hinterrades unterstützend geklemmt.

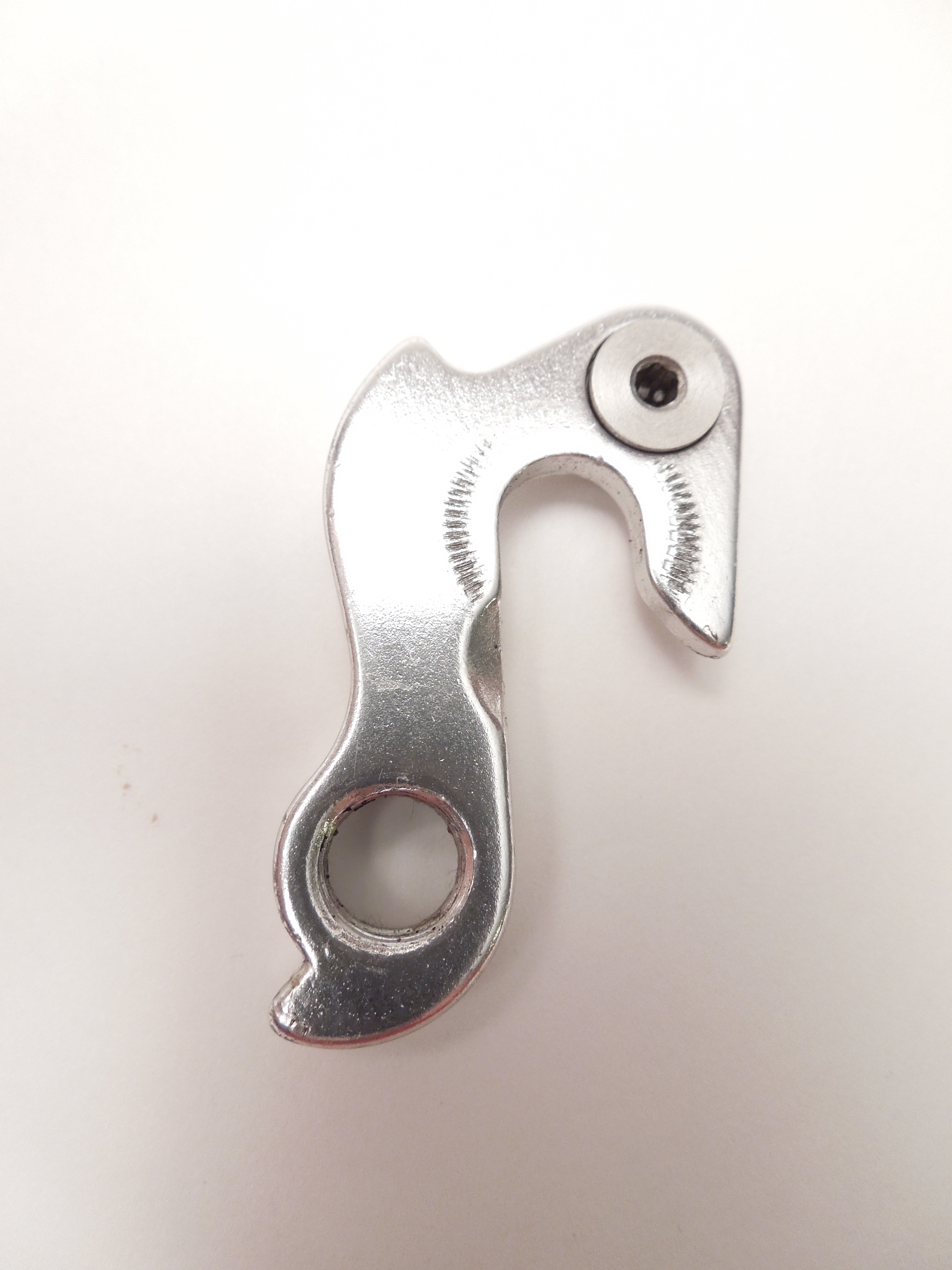
Wechselbares Schaltauge

 Die Hersteller von Fahrradrahmen haben für verschiedene Fahrradmodelle hunderte unterschiedlicher wechselbarer Schaltaugen entwickelt. Aufgrund der Modellvielfalt kommt es immer wieder zu Beschaffungsschwierigkeiten bei  derartigen Schaltaugen.

## Integrierte Bauweise
Das Schaltauge ist bei Fahrradrahmen aus Stahl in der Regel integraler Bestandteil des Ausfallendes. Stahl wird sich wegen seiner – im Vergleich zu Aluminium – höheren Steifigkeit im Schadensfalle meist nur verbiegen und nicht brechen.
Um gegebenenfalls die Verformung eines Schaltauges richtig zu erkennen und dieses wieder gebrauchstüchtig zu machen, gibt es als Werkzeug spezielle Richtschwingen.
Bei Fahrrädern ohne Kettenschaltung kann ein eventuell vorhandenes Schaltauge zur Montage  eines Kettenspanners genutzt werden.
Für Fahrradrahmen ohne Schaltauge sind Schaltwerkadapter verfügbar, die eine entsprechende Bohrung mit M10x1,0 Gewinde aufweisen und die Montage eines Schaltwerkes ermöglichen.
Bei Nabenschaltungen wird kein Schaltauge benötigt.

## Schaltaugenerweiterung

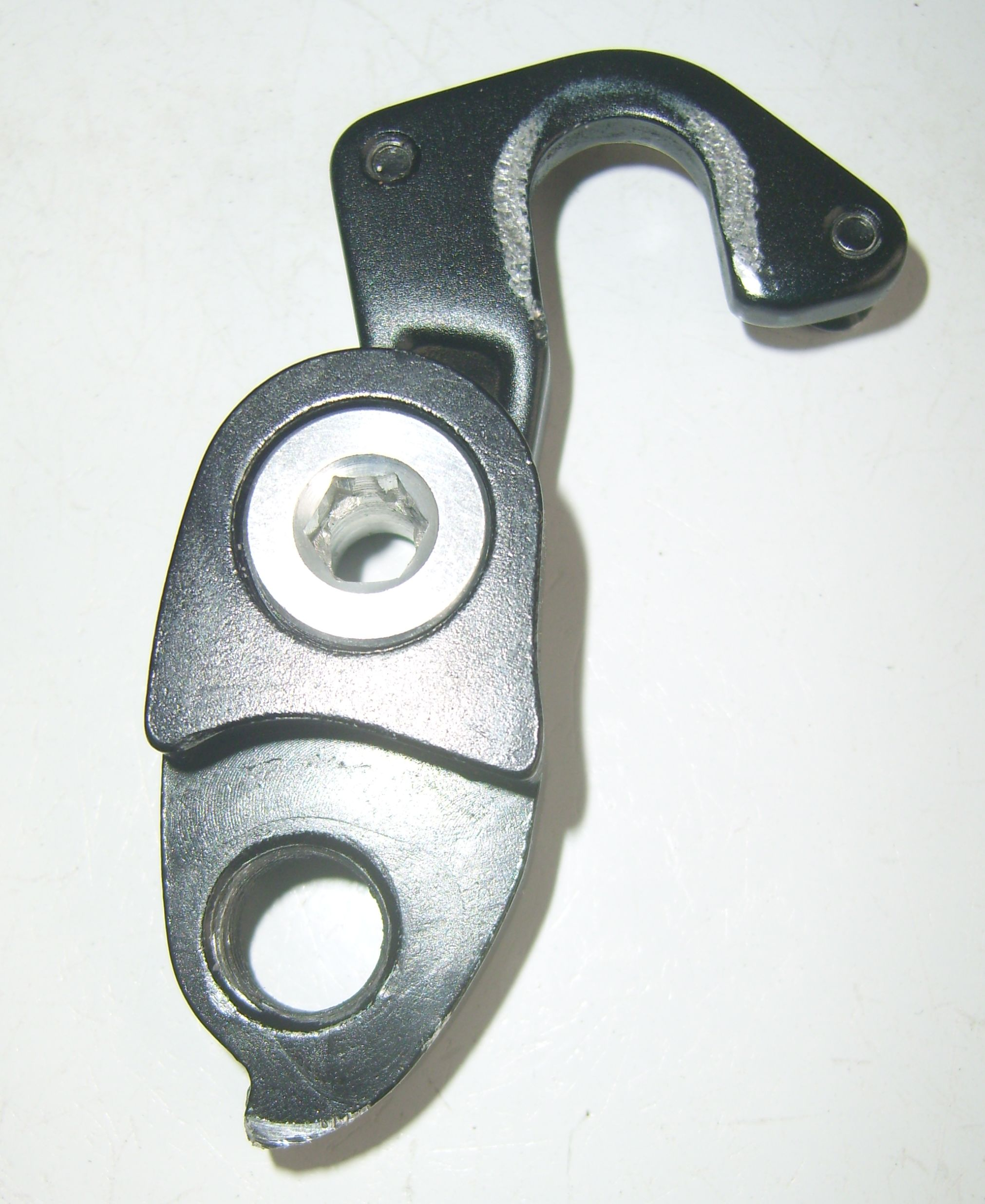
Schaltaugenerweiterung (vorne) an einem wechselbaren Schaltauge (hinten).

Eine Schaltaugenerweiterung versetzt den Montagepunkt des Schaltwerks radial nach außen, wodurch die Verwendung größerer Ritzel ermöglicht wird. Eine Schaltaugenerweiterung ermöglicht eine kürzere Übersetzung, erhöht jedoch nicht die Kapazität des Schaltwerks.

## Justieren verbogener Schaltaugen
Durch Sturz verbogene Schaltaugen können das Schalten verschlechtern. Um das Schaltauge wieder genau parallel zum Hinterrad auszurichten, gibt es spezielles Werkzeug: Schaltaugen-Richtwerkzeug.